# Puntius mahecola
Puntius mahecola är en fiskart som först beskrevs av Valenciennes, 1844.  Puntius mahecola ingår i släktet Puntius och familjen karpfiskar. IUCN kategoriserar arten globalt som otillräckligt studerad. Inga underarter finns listade i Catalogue of Life.